# Атриовентрикуларни блок I степена
Атриовентрикуларни  блок I степена  (АВ блок I) болест је електричног проводног система срца у којој се електрични импулси проводе од срчаних преткомора до комора кроз атриовентрикуларни чвор (АВ чвор) спорије него што је нормално. Атриовентрикуларни блок првог степена генерално не изазива никакве симптоме, али може напредовати до тежих облика срчаног блока као што је атриовентрикуларни блок другог и трећег степена. Дијагностикује се помоћу електрокардиограма, а дефинише се као PR интервал дужи од 200 мс (0,20 сек).
Атриовентрикуларни блок првог степена погађа 0,65 до 1,1% популације са 0,13 нових случајева на 1.000 особа сваке године. Како атриовентрикуларни  блок првог степена ретко изазива било какве симптоме, као изоловани налаз, ретко захтева лечење.

## Основне информације о АВ блоку
Атриовентрикуларни (АВ) блок је брадијаритмија узрокована кашњењем или прекидом у електричној проводљивости између преткомора и комора срца. Атриовентрикуларни блок настаје због анатомских или функционалних оштећења и класификован је у три типа:
- Блок I степена, који настаје због одложеног провођења кроз АВ чвор.

- Блок II степена, који карактерише прогресивно кашњење проводљивости или повремено блокирана проводљивост.

- Блок III степена, који укључује потпуни прекид проводљивости између преткомора и комора срца, узрокујући потпуну АВ дисоцијацију.

Пацијенти са АВ блоком може бити асимптоматски или се може манифестовати сасинкопа, бол у грудима, диспнеја, и брадикардија у зависности од тежине  блока.
Електрокардиографија(ЕКГ) поставља дијагнозу, а лечење се заснива на врсти блока и хемодинамској стабилности пацијента.

## Епидемиологија
Преваленција АВ блока I степена расте са годинама, при чему већина студија налази преваленцу од 1,0% до 1,5% до 60. године, у ком тренутку преваленција расте на приближно 6,0%. Стопе преваленције изнад 10% су примећене у популацији младих спортиста, што сугерише да повећани аутономни тонус парасимпатикуса игра улогу у развоју АВ блоку I степена код млађих пацијената.
Чешћи је код мушкараца, са приближним односом између мушкараца и жена од 2 : 1. 

## Етиологија
Атриовентрикуларног блока I степена може бити узрокован следећим условима:
- исхемијска болест срца,[6]
- хиперкалијемија,[7]
- акутни реуматски миокардитис,
- Лајмска болест,[8]
- лековима изазван АВ блок (аденозин, амиодарон, дигоксин, кинидин, бета-блокатори, блокатори калцијумових канала),
- повећана напетост парасимпатичког система,
- дисфункције срчаног система за спровођење стимулуса.

## Патофизиологија
Електрофизиолошке студије су показале да продужење PR интервала може бити последица кашњења проводљивости лоцираног у атриовентрикуларном чвору, десној преткомори или Хис Пуркињеовом систему. Међутим, најчешће захваћено место је АВ чвор. Морфологија и величина QRS комплекса одражавају да је Хис Пуркињеов систем место кашњења проводљивости. Присуство АВ блока првог степена на ЕКГ-у представља продужено спровођење у АВ чвору, обично због повећаног тонуса вагуса код млађих пацијената и фиброзе проводног система код старијих пацијената.
Иако се проводљивост успорава, сваки импулс који потиче из преткомора преноси се у коморе. Кашњење проводљивости такође може бити последица дисфункције у преткомори, на Хисовом снопу или у Пуркињеовом снопу. Одложено спровођење у овим областима је чешће због основне болести срца и чешће напредује до АВ блокаде вишег степена. 
Пацијенти са абнормалностима проводљивости који потичу из Хисовог снопа или Пуркиње овог снопа имају већу вероватноћу да имају продужене QRS комплекса, као и продужени PR интервал и АВ блока првог степена.
Продужена проводљивост се добро подноси, посебно када је PR интервал краћи од 0,30 секунди. Како се PR интервал продужава преко 0,30 секунди, синхронизација преткоморске  и коморске систоле се погоршава, што потенцијално доводи до слабог коморског предоптерећења и симптома „синдрома пејсмејкера. Лоше вентрикуларно пуњење услед продужених PR интервала такође може довести до митралне регургитације, што погоршава стања као што је срчана инсуфицијенција.

## Дијагноза
Код здравих особа, АВ чвор успорава провођење електричних импулса кроз срце. Ово се манифестује на површинском електрокардиограму (ЕКГ) као PR интервал. Нормални PR интервал је од 120 мс до 200 мс дужине. Ово се мери од почетног отклона P таласа до почетка QRS комплекса.
Код срчаног блока првог степена, АВ чвор спорије спроводи електричну активност. Ово се посматра као PR интервал дужи од 200 мс на површинском ЕКГ-у. Обично је случајан налаз на рутинском ЕКГ-у.
Срчани блок првог степена не захтева никаква посебна испитивања осим одређивања нивоа електролита и испитивања лекова, посебно ако се сумња на њихово предозирање. 

## Терапија
Терапија укључује идентификацију и исправљање дисбаланса електролита и задржавање свих штетних лекова. Ово стање не захтева пријем у болницу осим ако не постоји придружени инфаркт миокарда. Ако постоји потреба за лечењем неповезаног стања, треба пазити да се болесник не уведе било који лек који може успорити АВ провођење. Ако то није изводљиво, клиничари треба да буду веома опрезни када уводе било који лек који може да успори провођење; и да обавезно редовно прате ЕКГ-а.
Иако болест обично не напредује до виших облика срчаног блока, може захтевати амбулантно праћење и повремено раћење ЕКГ-а, посебно ако постоји коморбидни блок гране снопа. 

## Прогноза
Изоловани срчани блок првог степена нема директних клиничких последица и нема симптома или знакова повезаних са тим. Првобитно се сматрало да има бенигну прогнозу. Међутим у једној студији присуство продуженог PR интервал или АВ блока првог степена удвостручило је ризик од развоја атријалне фибрилације, утростручило ризик од потребе за вештачким пејсмејкером и био повезаан са малим повећањем морталитета. Овај ризик је био пропорционалан степену продужења PR интервал.
Подгрупа појединаца са тријадом срчаног блока првог степена, блока десне гране снопа и предњег левог фасцикуларног блока или левог задњег фасцикуларног блока (познатог као трифасцикуларни блок) може бити у већем ризику од прогресије до потпуног срчаног блока.